# Лихтенау (Вестфалия)
Лихтенау (нем. Lichtenau) — город в Германии, в земле Северный Рейн-Вестфалия.

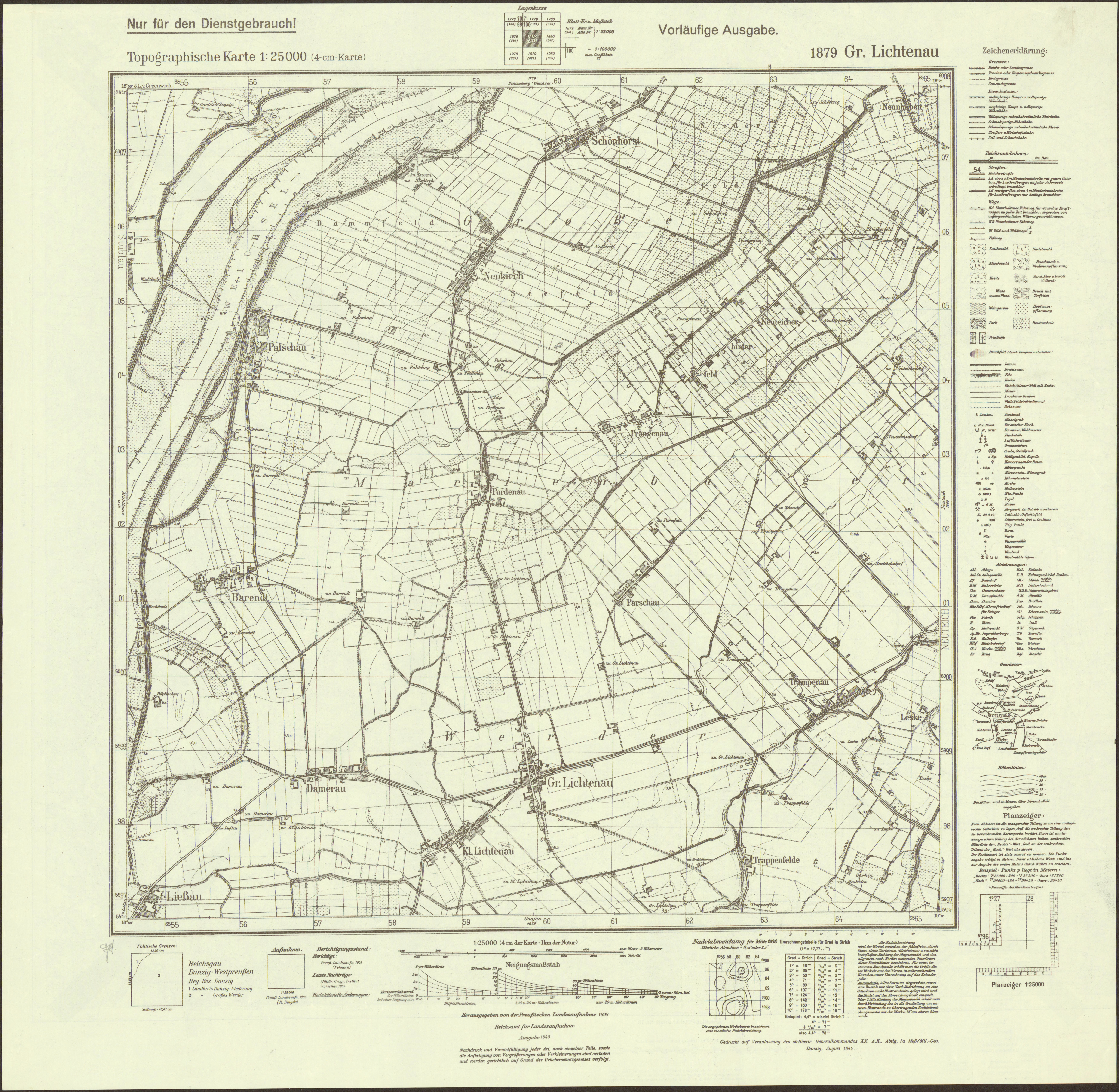
Топографическая карта окрестностей Лихтенау, 1944 г.

Подчинён административному округу Детмольд. Входит в состав района Падерборн. Население составляет 10 925 человек (на 31 декабря 2010 года). Занимает площадь 192,17 км². Официальный код — 05 7 74 028.
Город подразделяется на 15 городских районов.

## Фотографии

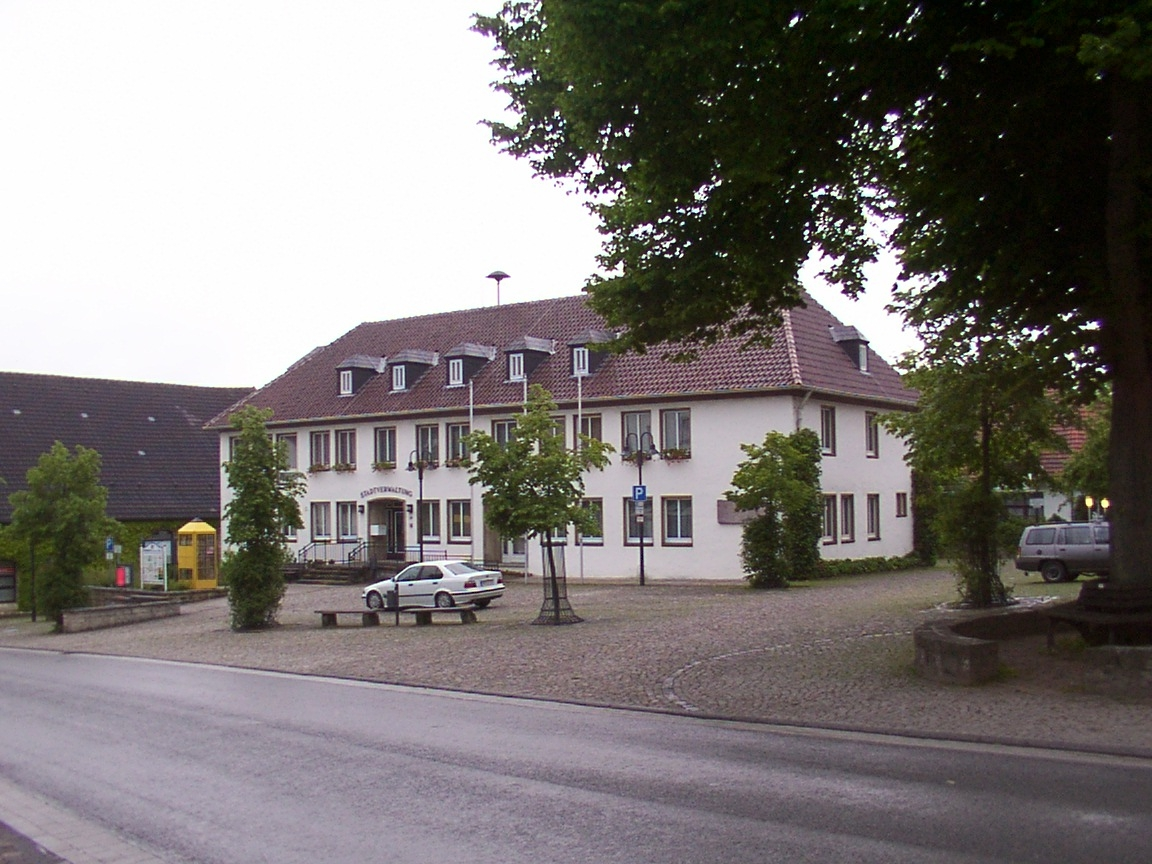
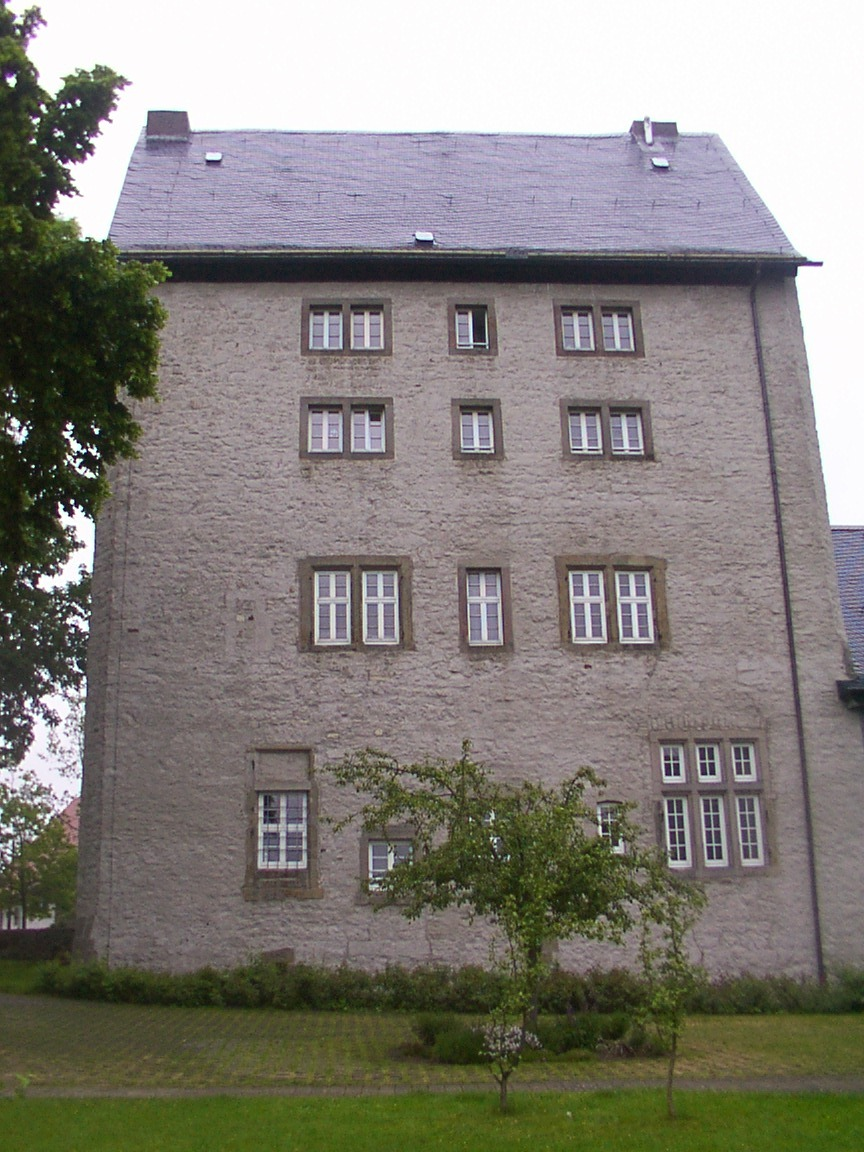